# Pierre André Pourret
L'abbé Pierre-André Pourret est un botaniste français né en 1754 à Narbonne et mort le 17 août 1818 à Saint-Jacques-de-Compostelle.

## Biographie
Né à Narbonne, après des études ecclésiastiques, il se passionne pour la botanique auprès du docteur Pech, naturaliste de Narbonne. Il se rend à Paris pour suivre les cours spéciaux du Jardin des Plantes et visiter les cabinets d'histoire naturelle les plus célèbres.
Il dirige pendant quelques années le cabinet d'histoire naturelle du cardinal et du lieutenant-général de Brienne et entretient des correspondances avec les grands savants naturalistes de son époque: Gigot d'Orcy, Picot de Lapeyrouse, Willdenow ou Linné...
En souvenir de la maison Loménie de Brienne, il nomma une nouvelle plante Lomenia-Borbonica; et une autre Lapeyrousia Compressa en hommage à son amitié avec le savant Picot de Lapeyrouse.
En 1789, lors de la Révolution Française, l'abbé Pourret quitte Narbonne et aucun de ses écrits n'est conservé dans cette ville. Il émigre vers Barcelone où il est nommé directeur du jardin botanique et professeur d'histoire naturelle à l'université de Barcelone.
Il devient sous-directeur du Jardin Botanique de Madrid puis il obtient un canonicat à l'église-cathédrale d'Orense.  Il devient ensuite chanoine-trésorier de l'église métropolitaine de Saint-Jacques-de-Compostelle où il donne des leçons de botanique. À sa mort en 1818, il lègue son herbier à l'école de pharmacie de Santiago, il est ensuite passé dans celle de Madrid.

## Travaux
On lui doit la description de plusieurs plantes, notamment d'espèces méditerranéennes. Il a, tout au long de sa vie, récolté de nombreuses plantes de toutes origines, se constituant un riche jardin botanique et un herbier abondant.
Il fournit des notices à Gigot d'Orcy pour son Histoire des Papillons d' Europe. Il communique à Picot de Lapeyrouse les résultats de ses voyages dans les Pyrénées, en Catalogne et au Montserrat; celui-ci intègre ses recherches dans son ouvrage intitulé Histoire des Plantes des Pyrénées. Il communique de nombreuses informations à Willdenow au sujet de son Species Plantarum.
Il publie aussi dans différents recueils dont celui de l'Académie de Toulouse, sa Choris Narbonensis en 1784 dans laquelle il cite 1200 plantes non-répertoriées par Antoine Gouan, 230 par Linné et 130 mal répertoriées ou confondues. À la suite de ce mémoire impressionnant, il devient membre correspondant de l'Académie de Toulouse.
En 1786, il écrit un mémoire sur deux nouveaux genres de liliacées, recueillis sur l'île-Bourbon qu'il nomma Lomenia-Borbonica et Lapeyrousia Compressa.
La plupart de ses ouvrages sont restés à l'état de manuscrits comme une Flore Narbonnaise, Voyage botanique au Montserrat, Itinéraire pour herboriser dans les Pyrénées, Catalogue des plantes usuelles des environs de Narbonne. Et peu de contemporains y ont eu accès, perdus lors de l'émigration.
Lors de son passage à Barcelone, il étudie l'herbier de Salvador et publie une notice sur les naturalistes catalans  en 1796. Il prépare une Flore Espagnole, après vingt ans de voyages en Espagne, qui ne voit jamais le jour mais que Picot de Lapeyrouse intègre dans un supplément à son Histoire des Plantes des Pyrénées.
Édouard Timbal-Lagrave permet la réhabilitation de l'Abbé Pourret dont les travaux étaient jusqu'alors sous-estimés en rédigeant le Reliquiae Pourretianae dans lequel il révèle que l'Abbé Pourret, qui n'a jamais publié de nouvelles découvertes de plantes, a pourtant envoyé de nombreuses nouvelles variétés à d'autres botanistes qui en ont profité et ont publié celles-ci en leur nom propre comme Lamarck et Picot de Lapeyrouse.

## Hommage
Ruiz et Pavon lui ont dédié le genre Pourretia (1794), devenu ensuite le genre Puya, en particulier l'espèce Pourretia lanuginosa (Puya lanuginosa), plante originaire du Chili. Son nom a été également associé en 1808 par Willdenow à l'espèce Agrostis pourretii (agrostide de Pourret, ou agrostide de Salamanque).